# Borduurbloemen XL
Borduurbloemen XL is een artistiek kunstwerk aan de Weesperstraat in Amsterdam.
In de open ruimte in gemeente Amsterdam kan men op allerlei plaatsen werken uit de categorie "Kunst in de openbare ruimte" aantreffen. Deze kunst komt in allerlei soorten, afmetingen en uitingen van klassieke beelden tot 21e-eeuwse lichtinstallaties. In 2024 werd aan die lijst een bijzonder kunstwerk toegevoegd; het wordt gevormd door geborduurde bloemen aan een gevel. Een initiatief van Gerda Leeffers van borduurstudio Koekoek aan de Weesperstraat vond uiting op een blind muurtje onder haar werkplaats geschikt om het een wat fleuriger karakter te geven. De Weesperstraat staat bekend als een van de saaiste (en drukste) straten van Amsterdam met veel beton en baksteen. Er werd aan woningcorporatie Lieven de Key om toestemming gevraagd en de gemeente Amsterdam en Amsterdams Fonds voor de Kunsten om financiële bijdragen.
In de maanden april tot en met juni werkten meer dan 250 vrijwilligers aan het werk. Wie voorbij fietste of liep kon direct aan het werk als men dat wilde. Zo heeft burgemeester Femke Halsema ook een aantal steken gezet. Het doel van het werk was voorbijtrekkende mensen even te laten stilstaan en te verbinden. Er werd door talloze mensen geborduurd waar bij er wel gelet moest worden op het uiteindelijke resultaat. Over en weer spraken mensen met elkaar door het raster heen, gesprekken ging over het borduren of juist niet.
Stadszender AT5 maakte opname, Het Parool schreef een artikel. De publicatie op Instagram leverde meer dan een miljoen kijkers op.
Studio Koekoek noteerde enkele statistieken:
- de jongste deelnemer van 6 maanden; de oudste 91 jaar
- 277 mensen deden mee
- er zijn 23.338 kruissteken gezet
- er is meer dan 1000 uur aan gewerkt
- op 22 juni 2024 werd het onthuld